# Festival do Miriti
O Festival do Miriti (mais conhecido por MiritiFestival ou simplesmente MiritiFest) é um evento cultural do município de Abaetetuba, a "Capital Mundial do Brinquedo de Miriti". Realizado anualmente nos meses de abril ou maio em celebração ao miriti, a assim denominada "árvore da vida" em virtude da sua imensa gama de aplicações e produtividade, o festival oferece uma programação diversificada, com a exposição do trabalho dos artesãos locais e apresentações musicais que atraem visitantes de todo o Pará e de estados vizinhos. Em 2009, tornou-se Patrimônio Cultural do Estado do Pará.

## Histórico
O primeiro MiritiFestival surgiu em 2004, por iniciativa da Associação Comercial e Empresarial de Abaetetuba (ACA), da Associação dos Artesãos de Brinquedos e Artesanatos de Miriti de Abaetetuba (Asamab) e do Serviço Brasileiro de Apoio às Micro e Pequenas Empresas (SEBRAE). O objetivo foi não somente impulsionar a economia local, mas dar visibilidade a aspectos positivos da cidade, que vinha sofrendo com sua vinculação à violência do narcotráfico e a destruição do Fórum, da Câmara dos Vereadores e da sede da Prefeitura, ocorrida em 1998.
Em sua primeira edição, cerca de 30 mil visitantes passaram pela praça da Igreja de Nossa Senhora da Conceição entre os dias 2 e 4 de abril, tendo sido vendidos mais de 13 mil artesanatos. Na segunda edição, em 2005, foram introduzidas na programação a apresentação de bandas, grupos folclóricos, eventos esportivos, uma praça de alimentação, e uma premiação para obras originais produzidas por artesãos durante a realização do festival.
Em 2008, a data de realização foi alterada para junho, coincidindo com as festas juninas, o que reduziu a visibilidade do evento. A prefeitura também transferiu o evento para o ginásio Hildo Carvalho, o que reduziu a acessibilidade e provocou inúmeros protestos e descontentamento entre os expositores. Nos anos seguintes, o festival voltou ao período tradicional entre fins de abril e início de maio, coincidindo com as cheias nos rios e o ápice da produção de frutos do miritizeiro. O local da realização passou a ser a Praça da Bandeira, espaço amplo e mais adequado para receber o grande número de visitantes.
Em 2013, a Asamab e o SEBRAE, até então parceiros, passaram a divergir no tocante a crescente interferência da entidade privada nos negócios locais. Embora reconhecendo a importância da profissionalização dos artesãos oriunda de sua associação ao SEBRAE, os mesmos não aceitaram que fosse concedido espaço para artesãos de outras localidades do Pará e para tipos de artesanato que não aquele de miriti, aproveitando-se do nome já consagrado da Feira do Miriti. O rompimento foi oficializado em 2014, quando a Asamab passou a ter maior autonomia na organização do festival.